# Motillas
Motillas är en ort i Mexiko.   Den ligger i kommunen Santiago Pinotepa Nacional och delstaten Oaxaca, i den sydöstra delen av landet, 400 km söder om huvudstaden Mexico City. Motillas ligger 34 meter över havet och antalet invånare är 241.
Terrängen runt Motillas är platt åt sydväst, men åt nordost är den kuperad. Runt Motillas är det ganska tätbefolkat, med 60 invånare per kvadratkilometer. Närmaste större samhälle är Santiago Pinotepa Nacional, 14,6 km öster om Motillas. Omgivningarna runt Motillas är en mosaik av jordbruksmark och naturlig växtlighet.